# احمق‌ها (فیلم ۲۰۱۴)
احمق‌ها (به هندی: Bewakoofiyaan) فیلمی محصول سال ۲۰۱۴ و به کارگردانی نوپور آستانا است. در این فیلم بازیگرانی همچون آیوشمان کورانا، ریشی کاپور، سونام کاپور و دپیکا امین ایفای نقش کرده‌اند.